# 1425
Cette page concerne l'année 1425  du calendrier julien. Pour l'année 1425 av. J.-C., voir 1425 av. J.-C.
L'année 1425 est une année commune qui commence un lundi.

## Événements
- 27 juin : début du règne de Xuande, empereur Ming de Chine (fin en 1435)[1].

- Août : le sultan mamelouk Burjite Barsbay envoie en représailles des exactions des corsaires chypriotes une escadre pour piller Limassol[2] (1425-1426).

- Échec des Portugais aux îles Canaries, en 1425, 1427 et 1434. L’archipel reste aux mains des Castillans[3].
- Création du vignoble de Madère par les Portugais avec des plants importés de Crète[4].

- À Trébizonde, tous les biens génois sont pillés au cours d’une révolte.

### Europe
- 27 février : début du règne de Vassili II l'Aveugle (1415-1462) grand prince de Moscou[5]. Vitovt de Lituanie devient son tuteur et le défend contre les prétentions de Georges de Galitch, frère de Vassili Ier.
  - La Moscovie est déchirée par des guerres de succession pendant 25 ans à la mort de Vassili Ier de Russie. « Les princes de Riazan, Péréïaslav-Riazanski, Pronsk (en), Tver et Smolensk, ainsi que ceux des principautés d’Amont (Novosilsk, Odoiev, Vorotynsk…) jurent obéissance au grand-duc de Lituanie[6] ».
- 7 mars : Arthur III de Richemont, futur duc de Bretagne, devient connétable de France aux côtés de Charles VII de France[7].
- 16 juin : les gens de Saint-Malo, montés sur leurs bateaux, s’emparent de toute la flotte anglaise et réussissent à débloquer le Mont-Saint-Michel[8]. Briand III de Châteaubriant-Beaufort, chambellan du roi Charles VII en est un des valeureux chefs.
- 21 juillet : Jean VIII Paléologue, empereur byzantin, règne seul à la mort de son père Manuel II (fin en 1448)[9].
- Juillet : une bande armée s'empare du bétail de Domrémy et de Greux[10].
- 2 août : Le Mans se rend aux Anglais[8].
- 8 septembre : Jean II (1398-1479), fils de Ferdinand Ier le Juste, devient roi de Navarre par son mariage avec Blanche de Navarre[11].
- 12 novembre : début du pontificat de l'antipape Benoît XIV (Bernard Garnier, fin en 1430)[12].
- 9 décembre : fondation de l'université de Louvain dans le Brabant par le duc Jean IV de Brabant[13].

- Procès en sorcellerie de Véronique de Desenice, seconde épouse du magnat hongrois Frédéric II de Celje[14]. Elle est mise à mort par noyade en 1428[15].